# Q1
Q1 (Queensland Number One) je nejvyšší mrakodrap Austrálie a celé jižní polokoule. Stojí ve městě Gold Coast. Nejvyšší bod budovy (anténa) leží 323 m nad zemí, střecha pak 275 m. Mrakodrap má 78 pater a v nejvyšších dvou se nachází vyhlídková plošina, zbytek je využíván pro čistě rezidenční účely; mrakodrap je tak jednou z nejvyšších obytných budov na světě. Výstavba probíhala v letech 2002 až 2005.